# Neocaudites atlanticus
Neocaudites atlanticus är en kräftdjursart som beskrevs av Eunice Thompson Cronin 1979. Neocaudites atlanticus ingår i släktet Neocaudites och familjen Hemicytheridae. Inga underarter finns listade i Catalogue of Life.